# جان ميشيل أولاس
جان ميشيل أولاس (بالفرنسية: Jean-Michel Aulas) (مواليد 1949 في أربريسلي في محافظة رون الفرنسية) رجل أعمال فرنسي وهو رئيس نادي ليون منذ 1987. وكان آخر رئيس لرابطة الأندية الأربعة عشر من 16 مايو 2007 حتى حلها في يناير 2008.